# Bake Off Italia - Stelle di Natale
Bake Off Italia - Stelle di Natale è stato uno spin-off di Bake Off Italia - Dolci in forno, in cui a competere sono stati i vincitori delle prime sei edizioni. Il programma, prodotto da Magnolia, va in onda dal 14 dicembre 2018 al 28 dicembre 2018 su Real Time, ed è stato presentato da Katia Follesa. I giudici sono Ernst Knam, Clelia d'Onofrio e Damiano Carrara.

## Il programma
È uno spin-off ideato nel 2018 in cui i vincitori delle prime sei edizioni del programma tornano nel tendone per sfidarsi per il titolo del migliore dei migliori. Il programma è stato condotto da Katia Follesa con Ernst Knam, Clelia d'Onofrio e Damiano Carrara nel ruolo di giudici, presso Villa Bagatti Valsecchi, Varedo (MB).

## Edizioni
| Edizione | Conduzione    | Periodo          | Periodo          | Puntate | Giudici    | Giudici          | Giudici         | Ex vincitori | Vincitore      |
| Edizione | Conduzione    | Inizio           | Fine             | Puntate | Giudici    | Giudici          | Giudici         | Ex vincitori | Vincitore      |
| -------- | ------------- | ---------------- | ---------------- | ------- | ---------- | ---------------- | --------------- | ------------ | -------------- |
| 1ª       | Katia Follesa | 14 dicembre 2018 | 28 dicembre 2018 | 3       | Ernst Knam | Clelia d'Onofrio | Damiano Carrara | 6            | Carlo Beltrami |

Prima edizione
A contendersi il titolo di "migliore dei migliori" sono:

Madalina Pometescu (Vincitrice della 1ª edizione), Roberta Liso (Vincitrice della 2ª edizione), Gabriele De Benetti (Vincitore della 3ª edizione), Joyce Escano (Vincitrice della 4ª edizione), Carlo Beltrami (Vincitore della 5ª edizione), Federico De Flaviis (Vincitore della 6ª edizione). 
La gara è stata vinta dal vincitore della quinta edizione, Carlo Beltrami.